# 'Merican
'Merican is een ep van de Amerikaanse punkband Descendents dat werd uitgegeven op 10 februari 2004 via het platenlabel Fat Wreck Chords, Het album diende als een voorproefje voor het studioalbum Cool to Be You dat later dat jaar ook via Fat Wreck Chords uitgegeven zou worden. Echter komen alleen de eerste twee tracks van de ep voor op het studioalbum.

## Nummers
1. "Nothing with You" - 2:35
2. "'Merican" - 1:50
3. "Here with Me" - 3:43
4. "I Quit" - 7:05

- "Alive" (hidden track)

## Muzikanten
| Band - Karl Alvarez - basgitaar - Milo Aukerman - zang - Stephen Egerton - gitaar - Bill Stevenson - drums | Aanvullende muzikanten - Chad Price - achtergrondzang |